# Карелия-Дискавери
«Каре́лия-Диска́вери» (карел. Karjala-Diskaveri potkupallojoukkoveh) — российский футбольный клуб из Петрозаводска. На уровне команд мастеров играл в 1964, 1971, 1972, 1990, 1991 годах в первенстве СССР под названием «Спартак» и в 1992—1994, 1996 годах в Первенстве России под названиями «Карелия», «Эрзи» и «Карелия-Эрзи». В 2006—2011 годах участвовал в первенстве России среди любительских команд под названиями «Карелия», «Дискавери» и «Карелия-Дискавери». Лучшее достижение в первенстве СССР — 8-е место во 2-й зоне Второй лиги в 1971 году. Лучшее достижение в первенстве России — 2-е место в 5-й зоне Второй лиги в 1993 году.

## История

### Хронология
- 1914—1924 — Первая Петрозаводская (Первая городская или «Спорт»)
- 1924—1941, 1944—1991, 2004-2005: «Спартак»
- 1992: «Карелия»
- 1992: «Карелия-Асмарал»
- 1993—1994: «Эрзи»
- 1996: «Карелия-Эрзи»
- 2001—2002: «Карелия»
- 2003: «Единая Россия — Карелия»
- 2003, 2006—2009: «Карелия»
- 2009: «Дискавери-Карелия»
- 2009: «Дискавери»
- 2009—2011: «Карелия-Дискавери»

### История команды
Свою историю футбольный клуб ведёт от команды Первая Петрозаводская или «Спорт», которая была образована в 1914 г. вместе с Петрозаводским спортивным обществом (общество было основано в январе 1914 г.). Она проводила свои встречи со Второй Петрозаводской командой того же общества и командой Олонецкой духовной семинарии в так называемой «Ямке» на левом берегу реки Лососинки. Первоначально соревнования были товарищескими встречами, но вскоре превратились в неофициальное первенство города. В 1920 г. Первая Петрозаводская команда выиграла совревнования на первенство города Петрозаводска и Олонецкой губернии.
В 1924 году все частные (находящиеся вне профсоюзной системы и системы спортообществ предприятий и учреждений) спортивные клубы были закрыты, в Петрозаводске под эгидой комсомола, партийных и профсоюзных организаций образовано общество пролетарского спорта «Спартак», куда и перешел костяк команды. В 1924 г. «Спартак» (Петрозаводск) стал чемпионом города. В 1925 г. Карельское областное общество «Спартак» было расформировано, команда существовала в рамках местной спортивной организации профсоюзов города под названиями «Профклуб», «Спартак». Меньшая часть футболистов (П. Чудинов, Трунов) перешли в состав команды совторгслужащих В 1925—1935 гг. команда профсоюзов «Спартак» участвовала в розыгрыше первенства города, а впоследствии и республики по футболу.
В 1935 году команда Профклуб (а также и команда Совторгслужащие) вошла в состав местного отделения общероссийского добровольного спортивного общества профсоюзов «Спартак» и просуществовала до 1941 года, после чего распалась в связи с началом Великой Отечественной войны. В осеннем розыгрыше первенства Карелии по футболу команда «Спартак» заняла третье место.
После освобождения Петрозаводска от оккупантов в 1944 году команда была возрождена при участии В. П. Щербакова, ставшего капитаном команды. «Спартак» участвует в чемпионатах Карелии и Петрозаводска. В 1946 г. «Спартак» доходит до полуфинала кубка Карело-Финской ССР по футболу. В 1950 г. петрозаводский «Спартак» участвует в соревнованиях Центрального Совета «Спартака» в г. Днепропетровске.
В 1948 г. «Спартак» занял третье место в Центральной зоне Первенства Карело-Финской ССР по футболу, в 1951 г. занимает второе место в чемпионате КФССР.
В 1964 году команда впервые приняла[уточнить] участие в Чемпионате СССР по футболу — в 1 зоне РСФСР в классе «Б» СССР клуб занял 14 место. Старшим тренером команды был Б. В. Смыслов, с 1969 по 1972 гг. — В. С. Вацкевич. При футбольной команде «Спартак» имелась группа подготовки футболистов, благодаря чему в ней выступали многие местные футболисты — воспитанники команды, такие как В. Погодин, Б. Поташев.
4 июля 1964 г. петрозаводский «Спартак» на стадионе «Спартак» в Петрозаводске переиграл в товарищеской международной встрече команду Поннистус со счётом 1:0.
16 мая 1968 г. петрозаводский «Спартак» принимал на своем поле команду из Варкауса (Финляндия), и выиграл со счетом 2:1.
10 июня 1969 г. петрозаводский «Спартак» принял участие в товарищеском матче с «Зенитом» (Ленинград), встреча закончилась вничью 1:1. 5 июня 1970 г. «Спартак» провёл домашний товарищеский матч с московским «Торпедо», уступив ему со счётом 0:2. 3 августа 1970 г. «Спартак» на своём поле сыграл с московским «Спартаком», уступив ему со счётом 0:1. 26 сентября 1970 г. «Спартак» (Петрозаводск) дома сыграл товарищеский матч с московским «Динамо», уступив ему 0:1.
В 1971 году клуб принял участие в соревнованиях Второй лиги СССР, где занял 8 место.
23 мая 1971 г. «Спартак» участвовал в товарищеском матче с московским «Динамо», победили гости со счетом 3:0, 4 июня 1971 г. в Петрозаводске состоялась товарищеская встреча петрозаводского «Спартака» с московским, в которой хозяева проиграли со счетом 0:1.
В 1972 году во 2 зоне Второй лиги СССР команде досталось 19 место.
2 сентября 1972 г. петрозаводский «Спартак» сыграл со Сборной Карельской АССР, выиграв у неё со счётом 2:1.
11 сентября 1972 г. «Спартак» (Петрозаводск) провёл на своём поле товарищеский матч с «Торпедо» (Москва), который выиграл со счётом 1:0.
С сезона 1973 г. команда выступала только на уровне Карельской АССР, а также в соревнованиях команд ДСО «Спартак».
18 августа 1986 г. «Спартак» (Петрозаводск) провёл в г. Петрозаводске товарищескую встречу с Динамо (Ленинград), окончившуюся победой хозяев со счётом 2:0.
Следующее выступление в Чемпионате СССР состоялось только в 1990 году: в 6 зоне Второй низшей лиги СССР команда заняла последнее 17 место.
В 1990 г. «Спартак» (Петрозаводск) провёл 2 товарищеские встречи — 27 июля с «Оравайс» из Финляндии (6:2), 30 сентября с «Изенбек» (ФРГ) (4:1).
В 1991 году в 6 зоне Второй низшей лиги СССР клуб «Спартак» занял 15 место.
Также в советский период Петрозаводск в первенствах СССР среди команд мастеров представляли: «Локомотив» (1950), «Красная Звезда» (1951—1954), ОДО (1956), «Онежец» (1961—1963, 1965—1970) (коллектив физкультуры Онежского завода с 1960 г. входил в состав ДСО «Спартак»).
В 1992 году команда получила название «Карелия». Клуб принял участие в Чемпионате России по футболу. Во втором круге сезона 1992 года клуб назывался «Карелия-Асмарал». В 4 зоне Второй лиги «Карелия-Асмарал» заняла 18 место. В название клуба было включено наименование совместного советско-британского предприятия «Асмарал», принадлежащего иракскому предпринимателю Хуссаму Аль-Халиди, и было сложено из первых букв имён его дочерей Асиль и Мариам и сына Алана. В составе команды играли такие известные игроки, как Сергей Семак, Денис Зубко, Ансар Аюпов, Глеб Панфёров, Владимир Петтай.
В 1993 году команда получила название «Эрзи» (финансирование осуществлялось санкт-петербургской фирмой «Эрзи» — «Эффективность. Развитие. Забота. Инициатива»). Клуб принял участие в 5-й зоне Второй лиги России и занял 2 место. Это лучшее достижение за всю историю команды.
В 1994 году клуб выступил в зоне «Запад» Второй лиги России. Имея финансовые проблемы, клубом было принято решение играть домашние матчи в Санкт-Петербурге (со второй игры). После первого круга команда была снята с первенства — к тому времени у «Эрзи» набралось 4 неявки на выездные матчи.
В 1996 году усилиями руководства фирмы «Эрзи», Администрации города Петрозаводска и Госкомспорта Республики Карелия команда снова была воссоздана и заявлена на участие в 4-й зоне Третьей лиги России под названием «Карелия-Эрзи». В сентябре 1996 года по финансовым причинам клуб был расформирован, в заключительных матчах команде были засчитаны технические поражения, по итогам сезона клуб занял 14-е место. Фарм-клуб «Карелии-Эрзи» «Спартак» (Петрозаводск) в 1996 г. занял в Четвёртой лиге (КФК) в зоне «Северо-Запад» последнее 10-е место, после чего также был расформирован (команда «Спартак» в дальнейшем участвовала в 2000-х гг. в чемпионатах города и республики).
2 декабря 2001 года герб республики стал символом команды, сформированной из членов Правительства Карелии. Сборная Правительства в течение двух лет провела несколько матчей с командами «Партия Дедов Морозов» и «Алви».[значимость факта?]
29 июня 2003 года во время празднования 300-летия города Петрозаводска состоялся матч между командами «Единая Россия — Карелия» (капитан команды — премьер-министр Республики Карелия Павел Чернов) и «Единая Россия: звёзды футбола» (капитан команды — министр внутренних дел России Борис Грызлов).[значимость факта?]
В сентябре 2003 года «Карелия» сразилась со звёздными игроками (команда «СССР»).[значимость факта?]
В 2004 г. команда «Спартак» (Петрозаводск) участвовала в международном товарищеском матче против финляндского футбольного клуба "Varkaus JK"в Варкаусе, игра завершилось победой футболистов из Карелии, под руководством В. Л. Петтая выиграла в 2004 г. чемпионат и кубок Петрозаводска, а в 2005 г. чемпионат Петрозаводска в первой (высшей) лиге.

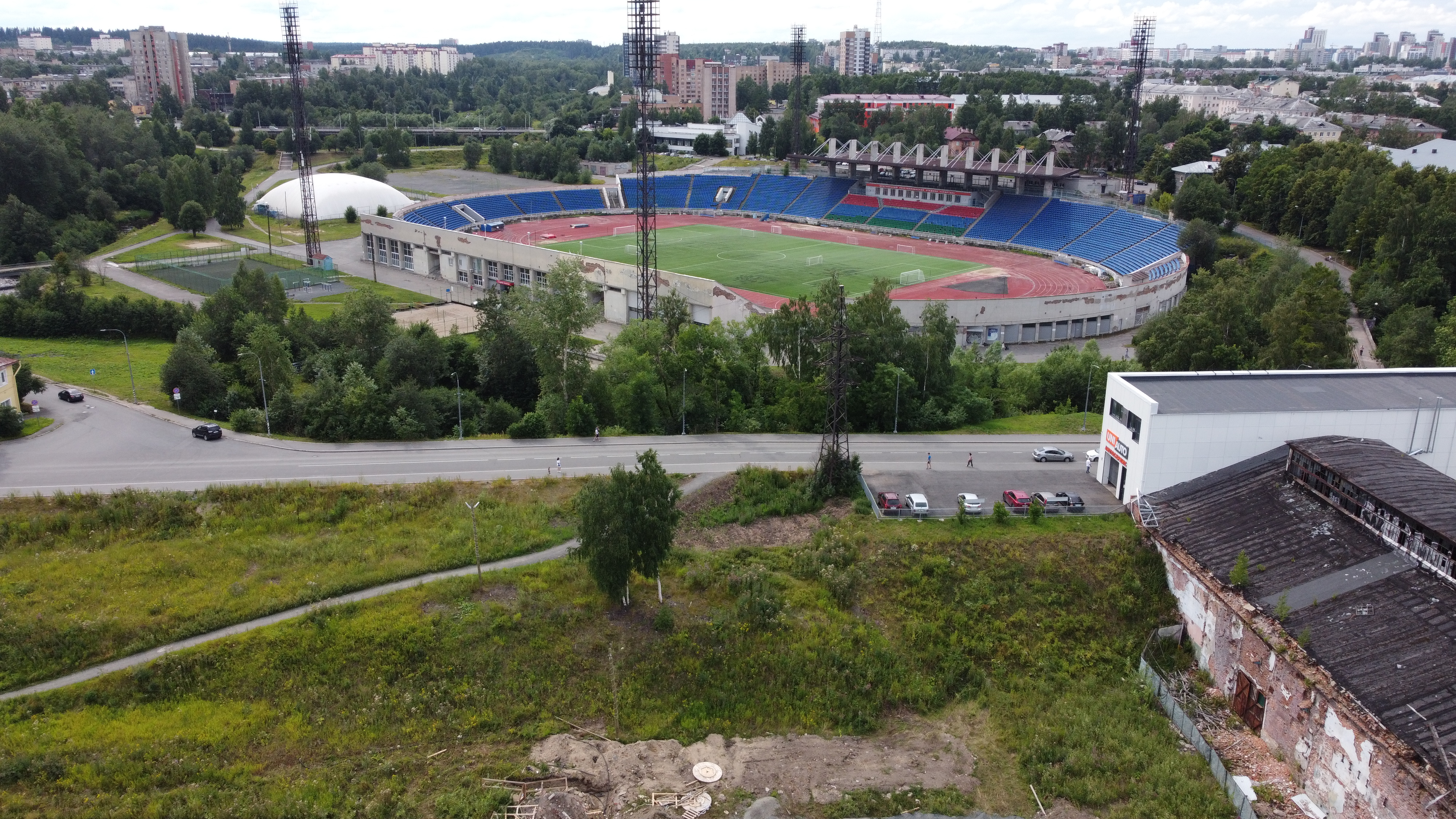
Стадион «Спартак»

В 2006 году команда «Карелия» возрождена на регулярной основе. В этому году клуб принял участие в группе Б Северо-Запада ЛФЛ России, где занял последнее 4 место.
В 2007 году «Карелия» продолжила выступление в зоне «Северо-Запад» ЛФЛ России, где по итогам сезона заняла 4 место.
26 сентября 2007 года состоялась вторая игра футбольного клуба «Карелия» со звёздами футбола (первая — в 2003 году). Капитаном команды стал заместитель Премьер-министра Республики Карелия Валерий Бойнич. В составе команды выступили председатель Государственного комитета по спорту и делам молодежи Максим Антипов, министр образования Республики Карелия Александр Селянин и другие вип-персоны республики. Соперников — команду «Единая Россия: звёзды Футбола» — как и прежде, возглавил Борис Грызлов. Гости выиграли со счётом 8:0.
В 2008 году в зоне «Северо-Запад» ЛФЛ России команда заняла 5 место.
В 2009 году команду начал финансировать санкт-петербургский концерн «Дискавери» во главе с президентом Михаилом Куриевым, в связи с чем название команды было изменено сначала на «Дискавери-Карелия», затем трансформировалось в «Дискавери», после чего окончательно было принято решение о присвоении клубу нынешнего названия «Карелия-Дискавери». В этом году команда снова заняла 5 место в соревнованиях ЛФЛ.
В 2010 году в первой группе северо-западной зоны ЛФЛ клуб занял второе место. В этом же году «Карелия-Дискавери» выиграла Кубок МРО «Северо-Запад».
В марте 2011 года в карельском футболе возникла спорная ситуация между клубами «Карелия-Дискавери» и «Карелия» с попаданием в список клубов зоны «Запад» Второго дивизиона. В итоге «Карелия-Дискавери» не попала во Второй дивизион и продолжила играть в любительской лиге.
Летом 2011 года команда снова начала испытывать финансовые трудности, несколько игр были пропущены. Тем не менее, 29 августа «Карелия-Дискавери» в обновлённом составе возобновила участие в III дивизионе.
На Первенство России среди любительских футбольных клубов 2012/2013 команда не была заявлена.

## Бюджет и финансирование
Владелец клуба Михаил Куриев в начале 2011 года сообщил, что бюджет клуба на сезон составит около 45 миллионов рублей. Тренер команды Анзор Гаргаев утверждает, что для нормального существования команды третьей лиги требуется порядка миллиона рублей в месяц.

## Стадион и база
С 2011 года город Петрозаводск предоставил клубу стадион «Юность» и базу при нём. Команда проводила свои домашние матчи на ЦРС «Спартак», который вмещает 14545 человек.

## Достижения
- Обладатель Кубка Северо-Западного региона: 2010[64]
- 2-е место в 5-й зоне Второй лиги в 1993 г.
- Серебряный призер чемпионата Карело-Финской ССР (1951).
- Серебряный призер чемпионата Республики Карелия (1994).
- Кубок России — 1/128 финала (1994/95).

## Статистика выступлений
| Сезон             | Лига                                        | Место | И  | В  | Н  | П  | РМ    | О  | Кубок | Примечания              |
| ----------------- | ------------------------------------------- | ----- | -- | -- | -- | -- | ----- | -- | ----- | ----------------------- |
| Чемпионаты СССР   |                                             |       |    |    |    |    |       |    |       |                         |
| 1964              | Класс Б СССР, РСФСР 1-я зона                | 14    | 32 | 10 | 5  | 17 | 31-46 | 25 | 1/128 |                         |
|                   |                                             |       |    |    |    |    |       |    |       |                         |
| 1971              | Вторая лига СССР, 2-я зона                  | 8     | 38 | 13 | 16 | 9  | 42-38 | 55 | —     |                         |
| 1972              | Вторая лига СССР, 2-я зона                  | 19    | 38 | 6  | 10 | 22 | 23-58 | 28 | —     |                         |
|                   |                                             |       |    |    |    |    |       |    |       |                         |
| 1990              | Вторая низшая лига СССР, 6-я зона           | 17    | 32 | 4  | 4  | 24 | 18-58 | 12 | —     |                         |
| 1991              | Вторая низшая лига СССР, 6-я зона           | 15    | 42 | 11 | 12 | 19 | 33-48 | 34 | —     |                         |
| Чемпионаты России |                                             |       |    |    |    |    |       |    |       |                         |
| 1992              | Вторая лига, 4-я зона                       | 18    | 38 | 9  | 6  | 23 | 25-66 | 24 | —     |                         |
| 1993              | Вторая лига, 5-я зона                       | 2     | 30 | 19 | 6  | 5  | 49-22 | 44 | 1/256 |                         |
| 1994              | Вторая лига, зона «Запад»                   | —     | 20 | 4  | 5  | 11 | 15-33 | 13 | 1/128 | Исключен из лиги        |
|                   |                                             |       |    |    |    |    |       |    |       |                         |
| 1996              | Третья лига России, 4-я зона                | 14    | 30 | 5  | 9  | 16 | 24-49 | 24 | —     | Снялся после 25-го тура |
|                   |                                             |       |    |    |    |    |       |    |       |                         |
| 2006              | ЛФЛ России, зона «Северо-Запад», группа Б   | 4     | 3  | 0  | 0  | 3  | 1-9   | 0  | —     |                         |
| 2007              | ЛФЛ России, зона «Северо-Запад»             | 4     | 16 | 2  | 3  | 11 | 12-37 | 9  | —     |                         |
| 2008              | ЛФЛ России, зона «Северо-Запад»             | 5     | 12 | 4  | 3  | 5  | 13-19 | 15 | —     |                         |
| 2009              | ЛФЛ России, зона «Северо-Запад»             | 5     | 10 | 2  | 1  | 7  | 8-23  | 7  | —     |                         |
| 2010              | ЛФЛ России, зона «Северо-Запад», 1-я группа | 2     | 12 | 7  | 3  | 2  | 25-13 | 24 | —     |                         |
| 2011/12           | ЛФЛ России, зона «Северо-Запад»             |       |    |    |    |    |       |    | —     |                         |